# トゥシャール多項式
数学において、Jacques Touchard (1939) によって研究されたトゥシャール多項式（トゥシャールたこうしき、英: Touchard polynomials）あるいは指数多項式（exponential polynomials） とは、次で定義される二項型の多項式列のことを言う。
{\displaystyle T_{0}(x)=1,\qquad T_{n}(x)=\sum _{k=1}^{n}S(n,k)x^{k}=\sum _{k=1}^{n}\left\{{\begin{matrix}n\\k\end{matrix}}\right\}x^{k},\quad n>0.}
ただし S(n, k) は第二種スターリング数、すなわちサイズが n の集合を k 個の互いに素な空でない集合に分割する組合せの数を表す（上の第二式に現れる大括弧の記号 { } はドナルド・クヌースによって導入された）。n次トゥシャール多項式の 1 における値は n 番目のベル数、すなわち、サイズ n の集合を分割する組合せの数である。すなわち
{\displaystyle T_{n}(1)=B_{n}}
である。
X を、期待値が λ であるようなポアソン分布を伴う確率変数とすると、その n 次モーメントは E(Xn) = Tn(λ) で、次が定義される。
{\displaystyle T_{n}(x)=e^{-x}\sum _{k=0}^{\infty }{\frac {x^{k}k^{n}}{k!}}.}
この事実より、この多項式列は二項型であることが直ちに示される。すなわち、次の等式が成り立つ。
{\displaystyle T_{n}(\lambda +\mu )=\sum _{k=0}^{n}{n \choose k}T_{k}(\lambda )T_{n-k}(\mu ).}
トゥシャール多項式は、すべての多項式の第一次数の項の係数が 1 であるような二項型の多項式列のみを作る。
{\displaystyle T_{n+1}(x)=x\sum _{k=0}^{n}{n \choose k}T_{k}(x).}
トゥシャール多項式は、ロドリゲスの公式に似た次の公式を満たす。
{\displaystyle T_{n}\left(e^{x}\right)=e^{-e^{x}}{\frac {d^{n}}{dx^{n}}}\left(e^{e^{x}}\right)}
トゥシャール多項式は、次の漸化式
{\displaystyle T_{n+1}(x)=x\left(1+{\frac {d}{dx}}\right)T_{n}(x)}
および
{\displaystyle T_{n+1}(x)=x\sum _{k=0}^{n}{n \choose k}T_{k}(x)}
を満たす。x = 1 の場合、これはベル数に対する漸化式に帰着される。
陰記法 Tn(x)=Tn(x) を用いることで、これらの公式は次のようになる。
{\displaystyle T_{n}(\lambda +\mu )=\left(T(\lambda )+T(\mu )\right)^{n}.}
{\displaystyle T_{n+1}(x)=x\left(1+T(x)\right)^{n}.}
トゥシャール多項式の母関数は
{\displaystyle \sum _{n=0}^{\infty }{T_{n}(x) \over n!}t^{n}=e^{x\left(e^{t}-1\right)}}
である。これは第二種スターリング数の母関数に対応し、 においては指数多項式と呼ばれている。周回積分の表現を使えば
{\displaystyle T_{n}(x)={\frac {n!}{2\pi i}}\oint {\frac {e^{x({e^{t}}-1)}}{t^{n+1}}}\,dt}
となる。トゥシャール多項式（そして関連するベル数）は、上の積分の実部を用いて、非整数次の次の形に一般化することが出来る。
{\displaystyle T_{n}(x)={\frac {n!}{\pi }}\int _{0}^{\pi }e^{x{\bigl (}e^{\cos(\theta )}\cos(\sin(\theta ))-1{\bigr )}}\cos {\bigl (}xe^{\cos(\theta )}\sin(\sin(\theta ))-n\theta )\,\mathrm {d} \theta }